# 梅萨罗什·埃尔温
梅萨罗什·埃尔温（匈牙利語：Mészáros Ervin，1877年4月2日—1940年5月21日），生于布达佩斯，匈牙利男子击剑运动员。他曾获得1912年夏季奥运会击剑比赛男子佩剑团体金牌和男子佩剑个人铜牌。